# Otomops martiensseni
Otomops martiensseni је врста сисара из реда слепих мишева и породице Molossidae.

## Распрострањење
Врста је присутна у Анголи, Гани, ДР Конгу, Етиопији, Замбији, Зимбабвеу, Јемену, Јужноафричкој Републици, Кенији, Малавију, Обали Слоноваче, Руанди, Танзанији, Уганди, Централноафричкој Републици и Џибутију.

## Станиште
Врста Otomops martiensseni има станиште на копну.
Врста је по висини распрострањена од нивоа мора до 2.900 метара надморске висине.

## Начин живота
Врста Otomops martiensseni живи у пећинским хабитатима.

## Угроженост
Ова врста је на нижем степену опасности од изумирања, и сматра се скоро угроженим таксоном.

### Популациони тренд
Популација ове врсте се смањује, судећи по расположивим подацима.